# Amleto Lacerenza
Amleto Lacerenza (San Severo, 1910 – Rome, 1972) was een Italiaans componist, muziekpedagoog, dirigent, fluitist en muziekcriticus. Hij was de oudste zoon van de componist, dirigent en trompettist Giacomo Lacerenza. Ook zijn jongere broers waren componisten en muzikanten, zoals Angelo Lacerenza, Rosario Lacerenza en Michele Lacerenza (1922-1989). Vele van zijn composities voor harmonieorkest publiceerde hij onder zijn pseudoniem: Grupyn. 

## Levensloop
Lacerenza kreeg zijn eerste muziekles door zijn vader Giacomo en werd spoedig fluitist en piccolospeler in de Banda municipale di Taranto. Hij werkte als dirigent van verschillende banda's (harmonieorkesten) in Apulië, Abruzzen en Calabrië, waaronder het Orchestra di Fiati "Città di Manduria" in 1951 en Banda musicale di Pratola Serra in 1952. Vervolgens verhuisde hij na Rome en studeerde compositie, orkestdirectie, HaFa-instrumentatie, koormuziek en dwarsfluit aan de Accademia Nazionale di Santa Cecilia in Rome bij Edoardo Cavallini, Alfredo Palombi, Cesare Dobici, Goffredo Petrassi en Bonaventura Somma en behaalde zijn diploma's. 
Vanaf 1942 was hij dirigent van de Banda del corpo d'armata di Cagliari, waar tijdens de Tweede Wereldoorlog verbleef. Met zijn orkest verzorgde hij vele concerten op Sardinië en ook opnames voor de omroep. Na de oorlog werd hij uitgenodigd door de Istituzione dei Concerti Vivaldi aan de voorbereiding van de operaseizoen mee te werken, die geleid werd door Umberto Berrettoni. In 1945 werd hij docent voor compositie en orkestratie aan het Conservatorio Statale Giovanni Pierluigi da Palestrina in Cagliari. Hij maakte opnames voor het platenlabel RCA Records met het Complesso bandistico "Città di Roma" en is eveneens werkzaam als recensent en muziekcriticus voor dagbladen en magazines. Hij is ook auteur van het boek Struttura organica e tecnica della banda musicale e aggiornamento dei programmi tradizionali e moderni.
Van 1964 tot 1972 was hij de eerste militaire kapelmeester van de Banda dell'Esercito Italiano.
Hij bewerkte vele uittreksels uit opera's en andere klassieke werken voor harmonieorkest, maar hij schreef ook eigen werken, waaronder de opera Marsia, symfonische werken, marsen, dansen en kamermuziek. In de geboortestad van zijn vader Giacomo Lacerenza is een banda (harmonieorkest) naar hem vernoemd Gran Concerto Musicale "Amleto Lacerenza" di Trinitapoli en ook een concertzaal in de kazerne van de Banda dell'Esercito is naar hem vernoemd, het Auditorium "Amleto Lacerenza".

## Composities

### Werken voor harmonieorkest
- 1950 O pazzariello, briljant Napels folkloristisch stuk
- 1950 Il canarino, concertino voor piccolo en harmonieorkest
- 1959 Milanesina, marcia sinfonica
- 1961 Sepulcrum, treurmars
- 1963 Antonietta, mars
- 1963 Il briccone!, concertino voor bariton (of eufonium) en harmonieorkest
- 1963 Tredicino, mars
- 1964 Campania, folkloristische mars
- 1964 Carosello, paso doble
- 1964 Checchina, briljante mars
- 1964 Cristina, mars
- 1964 Fede, processiemars
- 1964 Fiorella, dans
- 1964 Napoli, folkloristische mars
- 1964 Reginella, marcia sinfonica
- 1969 Gelsomino, mars
- 1973 Fortunello, mars
- Alice, scherzo mars
- Ardimento, briljante mars
- Canti patriottici della guerra 1915-1918
- C'era una volta, mars
- Dora, marcia sinfonica
- Due Giugno, mars
- Esercito, mars
- Forli, marcia sinfonica
- Gabbacompagno, marcia sinfonica
- I Corazzieri, mars
- Il piccolo tenente, mars
- L'impavida, mars
- Marcia d'ordinanza della Fanteria, mars van de "Banda dell'Esercito Italiano"[2]
- Meridione, mars
- Piazza Esedra, mars
- Risorgimento, mars over patriottische motieven vanuit 1886
- Rosella, marcia sinfonica
- Senza pensieri, mars
- Superba, mars
- Susetta, karakterstuk
- Tredici Giugno, marcia sinfonica
- Tricolore, mars over een thema van Giuseppe Verdi
- Variazioni sinfoniche su un tema di Schumann
- Vent'anni, mars
- Villa fiorita, mars
- Villafranca, marcia sinfonica
- Vittorio Veneto, mars

### Muziektheater

#### Opera
- Marsia

## Publicaties
- Struttura organica e tecnica della banda musicale e aggiornamento dei programmi tradizionali e moderni, 1964.